# Come Back to the Five and Dime, Jimmy Dean, Jimmy Dean (peça)
Come Back to the Five and Dime, Jimmy Dean, Jimmy Dean é uma peça de teatro de 1976 escrita por Ed Graczyk, apresentada originalmente no Players' Theater em Columbus, Ohio.
Em 1982, o diretor Robert Altman dirigiu uma versão da Broadway no Martin Beck Theater e uma versão cinematográfica de mesmo nome.